# Evantai

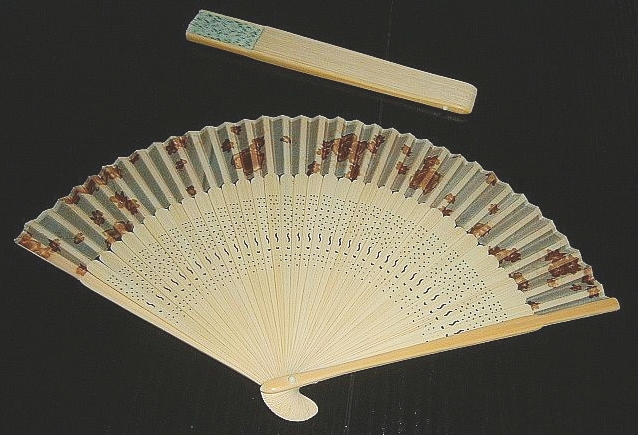
Un evantai deschis şi unul închis

Evantaiul este un obiect pliabil (de obicei în formă de semicerc) utilizat de obicei de femei pentru a-și face vânt. Poate fi realizat din hârtie, mătase, pene, etc.